# George (Schaefer)
George (rodným jménem: Paul Macarius Schaefer; * 25. května 1950, Belleville) je kněz Ruské pravoslavné církve v zahraničí a biskup eparchie Sydney, Austrálie a Nový Zéland.

## Život
Narodil se 25. května 1950 v Belleville v Illinois.
Vzdělával v katolické střední škole, kterou dokončil roku 1968. Poté odešel studovat na Southern Illinois University. Roku 1974 vstoupil v Modestu k Řecké pravoslavné církvi a přijal jméno Makarios k poctě svatého Makaria Velikého. V květnu roku 1975 přestoupil v San Franciscu do Ruské pravoslavné církve v zahraničí a v září stejného roku vstoupil do Pravoslavného semináře Svaté Trojice v Jordanville.
Roku 1981 byl poslán na Horu Athos kde byl postřižen na monachaa se jménem George (Jiří) k poctě svatého Jiřího. Roku 1986 se vrátil do USA a začal pracovat v Tiskárně svatého Joba Počajevského. Zde pracoval až do roku 1998. Dne 8. dubna 1986 byl vysvěcen na hierodiakona a 12. dubna 1987 na hieromonacha.
Roku 1994 začal působit jako ekonom monastýru Svaté Trojice v Jordanville. Stal se autorem několika článků a překladů v časopise Orthodox Life. Roku 1998 byl povýšen na igumena.
Dne 5. září 2008 ve monastýru Svaté Trojice v Jordanville byl povýšen na archimandritu.
Dne 15. května 2008 byl Archijerejským synodem zvolen biskupem mayfieldským a vikářem eparchie Východní Amerika a New York. Tato volba byla schválena 23. června 2008 Svatým synodem Ruské pravoslavné církve. Oficiální jmenování proběhlo 6. prosince 2008. Biskupská chirotonie proběhla druhý den. Hlavním světitelem byl arcibiskup montréalský a kanadský Gabriel a spolusvětiteli byli biskup clevelandský Peter a biskup caracaský John.
Dne 7. října 2014 byl Archijerejským synodem jmenován vikářem eparchie Sydney, Austrálie a Nový Zéland s titulem biskup canberrský.
Dne 19. září 2022 byl Archijerejským synodem RPCZ zvolen eparchiálním biskupem Sydney, Austrálie a Nového Zélandu..

## Řády a vyznamenání

### Církevní
- 2010 – Řád přepodobného Serafima Sarovského 2. třídy
- 2020 – Řád svatého Innokentija Moskevského 2. třídy